# Marjan Šarec

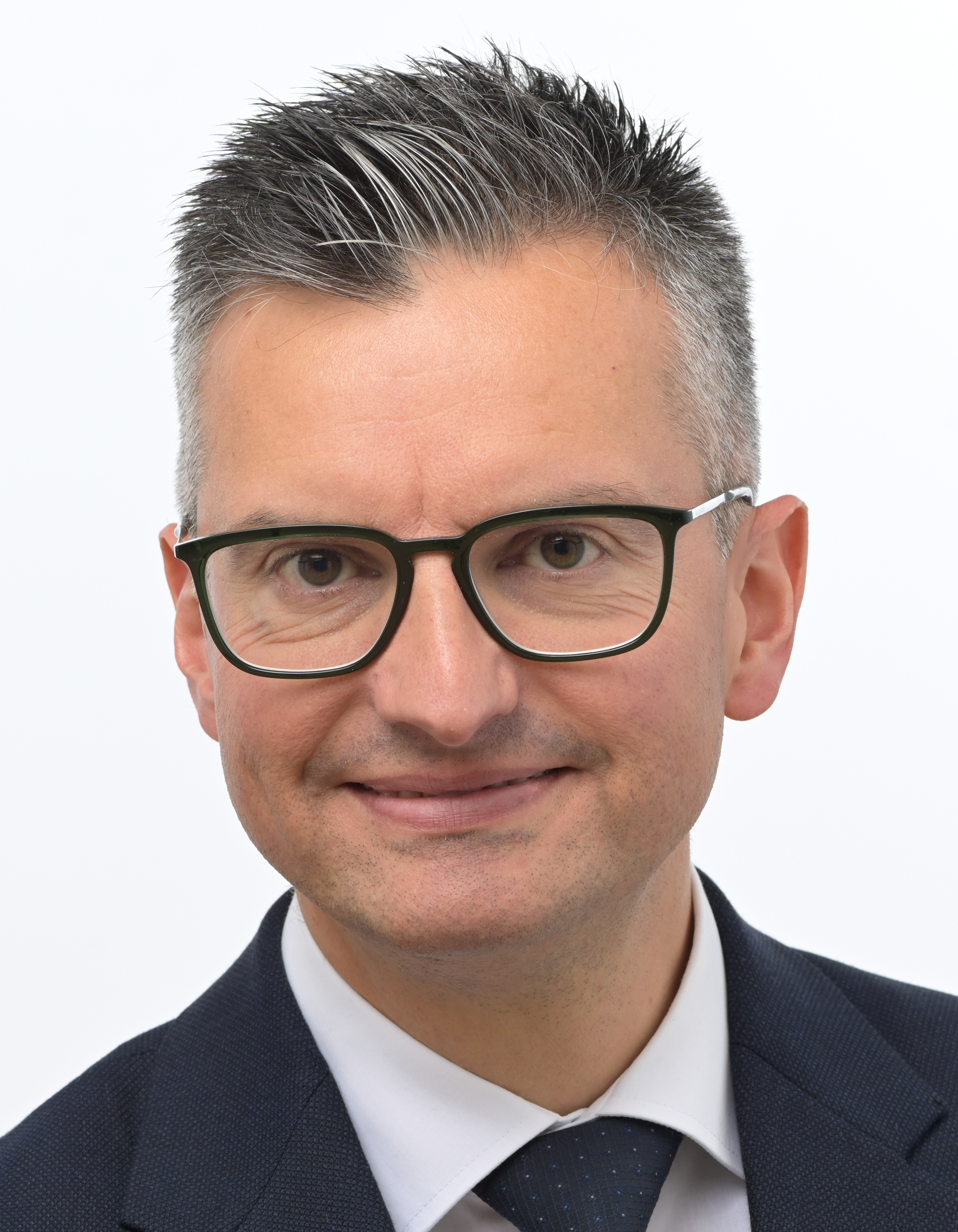
Marjan Šarec (2024)

Marjan Šarec (* 2. Dezember 1977 in Ljubljana) ist ein slowenischer Schauspieler und Politiker (LMŠ). Von 17. August 2018 bis 27. Januar 2020 war er Ministerpräsident Sloweniens. Vom 1. Juni 2022 bis Juli 2024 war er slowenischer Verteidigungsminister. Seither ist er Mitglied des Europäischen Parlaments.

## Ausbildung
Šarec besuchte die Akademie für Theater, Radio, Film und Fernsehen, an der er 2001 graduierte. In den folgenden Jahren trat er als Comedian und Kabarettist unter anderem bei Radiotelevizija Slovenija in Erscheinung.

## Politische Karriere
2010 zeigte Šarec erstmals seine politischen Ambitionen, als er sich um das Bürgermeisteramt der Gemeinde Kamnik im Norden Sloweniens bemühte und in der Stichwahl knapp gewann. Später trat er der 2011 gegründeten Partei Pozitivna Slovenija bei, bei der erneuten Bürgermeisterwahl 2014 kandidierte er jedoch mit seiner Lista Marjana Šarca – Naprej Kamnik (LMŠ). Nach der erfolgreichen Abstimmung ruhte seine bisherige Schauspielarbeit. 2017 kandidierte er bei der slowenischen Präsidentschaftswahl. Bei der Abstimmung am 22. Oktober 2017 erhielt er fast ein Viertel der Stimmen und zwang als Zweitplatzierter Pahor, der mit knapp über 47 % der Stimmen die absolute Mehrheit verpasst hatte, in eine Stichwahl am 12. November.
Bei der Parlamentswahl 2018 schaffte die erstmals bei einer Parlamentswahl antretende LMŠ unter seiner Führung den Einzug in den Državni zbor und wurde mit etwa 13 % in einem stark zersplitterten Parlament direkt zur zweitstärksten Kraft. Auch Marjan Šarec selbst gehört seitdem als Abgeordneter dem Parlament an. Am 17. August 2018 wurde er zum Premierminister gewählt.
Am 27. Januar 2020 verkündete Šarec seinen Rücktritt als Ministerpräsident, nachdem die oppositionelle Partei Levica ihre Duldung der Minderheitsregierung beendet hatte und es zunehmend schwierig geworden war, Mehrheiten für Gesetzesbeschlüsse zu finden.

## Politische Ansichten
Šarec gilt als sozialliberaler, pro-europäischer Politiker im Gegensatz zum ehemaligen Ministerpräsidenten Janez Janša. Šarec und seine Partei forderten eine Reform des Wahl-, Justiz- und Verwaltungssystems, insbesondere durch Bürokratieabbau, Leistungsverbesserungen des als ineffizient bezeichneten Gesundheits- und Rentensystems, befürworteten den Ausbau des Kernkraftwerks Krško als eine von mehreren vorgeschlagenen Maßnahmen zur Bekämpfung des Klimawandels und sprachen sich gegen Privatisierungen kritischer Infrastrukturen und Unternehmen sowie für einen ausgeglichenen Haushalt und eine Reduzierung der Staatsschulden aus. Seine Partei forderte die generelle Legalisierung von Cannabis. Šarec lehnte eine Einschränkung des Abtreibungsrechts ab, sprach sich für Toleranz gegenüber Homosexuellen aus und berief sich auf die Christliche Soziallehre.